# Secamone triflora
Secamone triflora är en oleanderväxtart som beskrevs av J. Klackenberg. Secamone triflora ingår i släktet Secamone och familjen oleanderväxter. Inga underarter finns listade i Catalogue of Life.